# Sonny Brown
Gerald 'Sonny' Brown  (Cincinnati, 20 april 1936 - ?) is een Amerikaanse jazzdrummer, componist en muziekpedagoog.

## Leven en werk
Brown studeerde aan het conservatorium in Cincinnati. Na zijn dienst in het leger (1953-1956) speelde hij in het Middenwesten in de bands van Eddie 'Cleanhead' Vinson, Amos Milburn en Dinah Washington, tevens was hij tot 1960 actief in enkele gospelgroepen. Hij werd vooral bekend door zijn samenwerking met Roland Kirk, waarmee hij vanaf 1957 steeds weer speelde. In 1961 trok hij naar New York en werkte daar met Frank Foster, Randy Weston en Ray Bryant. In de periode 1963/64 was hij in de begeleidingsgroep van Jon Hendricks, daarna speelde hij een jaar bij Kenny Burrell. Hij was actief als freelancer in New York en speelde o.a. met Clifford Jordan, Sonny Rollins, Curtis Fuller, Coleman Hawkins, Zoot Sims, Lee Konitz, Archie Shepp en Sam Rivers. Met Bill Lee, met wie hij ook een opera schreef, leidde hij vanaf 1968 de groep New York Bass Choir, waarin de bassisten Richard Davis, Lisle Atkinson, Milton Hinton, Ron Carter en Michael Fleming speelden. In 1969 werkte hij mee aan opnames van Attila Zoller en Herbie Hancock en toerde hij met Joe Henderson in Scandinavië.
Van 1968 tot 1973 was hij als muziekpedagoog actief bij YDA Programm in Harlem en aan scholen in The Bronx. In 1972 werkte hij mee aan workshops van het Jazzmobile-Project.

## Discografie
- Roland Kirk: Introducing (Chess, 1960)
- Roland Kirk: Volunteered Slavery (Rhino)
- Attila Zoller Trio: Dream Bells (Enja, 1978)